# Mu Hydri
Mu Hydri (42 Hydri) é uma estrela na direção da constelação de Hydrus. Possui uma ascensão reta de 02h 31m 40.12s e uma declinação de −79° 06′ 33.3″. Sua magnitude aparente é igual a 5.27. Considerando sua distância de 292 anos-luz em relação à Terra, sua magnitude absoluta é igual a 0.51. Pertence à classe espectral G4III.